# Ely Valley Extension Railway
Die Ely Valley Extension Railway war eine britische Eisenbahngesellschaft in Glamorganshire in Südwales.
Die Gesellschaft wurde am 28. Juli 1863 gegründet um die am 8. Januar 1862 zwischen Gelli’r hiadd und Gilfach Goch eröffnete 2140-mm-Breitspur-Strecke zu betreiben. Der operative Betrieb erfolgte durch die Great Western Railway. In Gelli’r hiadd bestand ein Übergang zur Ely Valley Railway. Der Personenverkehr wurde am 16. Oktober 1865 auf der Strecke aufgenommen.
Am 5. Juli 1865 fusionierte die Gesellschaft zur Ogmore Valley Railways. Der Personenverkehr wurden am 22. September 1930 und der Güterverkehr am 5. Juni 1961 eingestellt.